# Rue à Paniers
De Rue à Paniers is een helling uit de Belgische Provincie Henegouwen.

## Wielrennen
De helling is opgenomen in de Cotacol Encyclopedie met de 1.000 zwaarste beklimmingen van België.